# 케이티 사리페

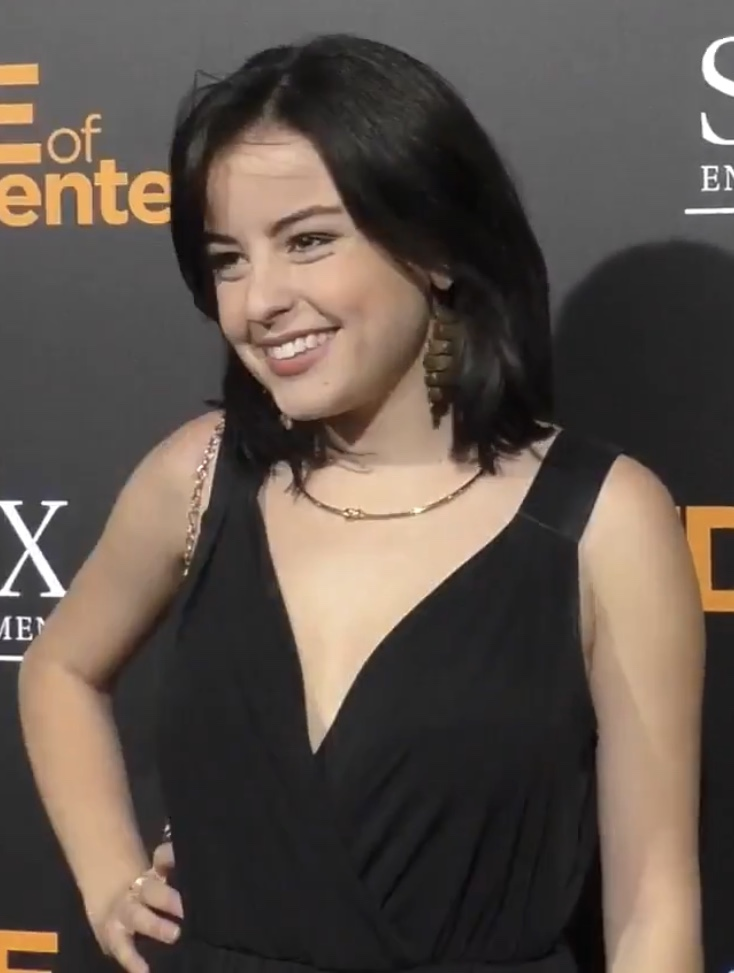

케이티 사리페(Katie Sarife, 1993년 7월 1일 ~ )는 미국의 배우이다.
매키니에서 태어났다.

## 영화
- 애나벨 집으로 (2019년)
- 틴 스피릿 (2011년)